# WARP (藤木直人のアルバム)
『WARP』（ワープ）は、藤木直人の2枚目のアルバム。2002年3月20日にポニーキャニオンより発売。

## 概要
前作『BUMP!』から約1年4ヶ月ぶりのアルバム。先行シングル「Wonderful Days」を含むシングル表題曲5曲を収録した全11曲。「Wonderful Days」はAlbum MIXバージョンを収録。
アルバムタイトルの“WARP”という言葉には、“捻じ曲げる”“歪める”“（時空を曲げて）移動する”という意味がある。知名度が上がるにつれ自身を取り巻く状況が大きく変化するなかで、いろいろな人との新しい出会いによって自分の周りが動いていると感じたその頃の心境をこの言葉で表している。図らずも前作『BAMP!』と韻を踏んだタイトルになっている。
プロデュースはシライシ紗トリ。シライシ紗トリは本作収録の5thシングル「2 HEARTS」から4thアルバム『夏歌ウ者ハ冬泣ク』（ミニアルバム）までの楽曲制作において、サウンド面で藤木をサポートした。
初回盤と通常盤の2種類を発売。初回盤には「Wonderful Days」PVのMAKING VERSIONやシングルジャケット撮影風景、自身出演のCF撮影風景などを収録したDVDが付属する。映画のポスター風にデザインされたブックレットの各写真は、遊び心にあふれたものである。
2ndアルバムを携えたライブツアー「Naohito Fujiki Live Tour ver4.0 〜吉他小子的動作喜劇電影和演唱曾〜」が、全国31ヶ所で35公演行われた。本作収録曲「T-ROX〜ティラノザウルス・ロックス〜」のタイトル名である架空の石“T-ROX”や“WARP”の言葉の意味のひとつ“（時空を）ワープする”は、ライブツアーver4.0で流れた本広克行監督によるツアームービーの内容や映像にリンクしている。

## 収録曲
1. T-ROX〜ティラノザウルス・ロックス〜
（作詞:藤木直人、シライシ紗トリ/作曲・編曲:シライシ紗トリ）
ライブツアーver4.0のオープニング曲。
2. Wonderful Days-Album MIX-
（作詞・作曲・編曲:シライシ紗トリ）
先行シングル表題曲のアルバムバージョン。
3. パズル-Album MIX-
（作詞:シライシ紗トリ/作曲:藤木直人、シライシ紗トリ/編曲:シライシ紗トリ）
7thシングル表題曲のアルバムバージョン。
4. “A”
（作詞・作曲・編曲:シライシ紗トリ）
5. 涙のいろ
（作詞・作曲:藤木直人&nothing、シライシ紗トリ/編曲:シライシ紗トリ）
9thシングル表題曲のオリジナルバージョン。
6. 2 HEARTS-Album MIX-
（作詞:藤木直人、シライシ紗トリ/作曲:藤木直人/編曲:シライシ紗トリ）
5thシングル表題曲のアルバムバージョン。
7. 君を連れて
（作詞:藤木直人/作曲:藤木直人、シライシ紗トリ/編曲:シライシ紗トリ）
8. sofa-slow take-
（作詞・作曲:藤木直人/編曲:シライシ紗トリ）
5thシングル「2 HEARTS」のカップリング曲で、ライブで演奏しているテンポで録り直したアルバムバージョン。
9. anon-2002 Limited Edition
（作詞・作曲・編曲:シライシ紗トリ）
ライブで演奏しているキーで録り直した、6thシングル表題曲のアルバムバージョン。
10. Real Heaven
（作詞:森雪之丞/作曲:藤木直人/編曲:シライシ紗トリ）
ライブツアーver4.0ツアームービーのエンディング用に制作された楽曲。
11. Little Wing-FBI MIX-
（作詞:藤木直人/作曲:藤木直人&nothing、シライシ紗トリ/編曲:シライシ紗トリ）
5thシングル「2 HEARTS」のカップリング曲「Little Wing」のアルバムバージョン。